# Замок Карей
Замок Карей (англ. Carew Castle) — средневековый замок, находится в графстве Пембрукшир в Уэльсе. Замок открыт для посещения с апреля по сентябрь.
Каменный замок был воздвигнут в 1270 году Николасом де Карей на месте более древнего деревянного укрепления. Построен из местного известняка. Высота стен составляет 15 метров. Замок был возведен по концентрическому проекту, в нем отсутствует донжон. Недалеко от замка стоит приливная мельница.

## История
Первые фортификационные сооружения на месте замка были построены из земли и деревянных кольев. Позже эти укрепления были перестроены в камне в XIV веке. Большая часть постройки, сохранившейся на данный момент была работой сэра Николаса де Карей (который умер в 1311 году), им были построены восточный и западный ряды.
В конце XV века замок был значительно улучшен и расширен очень сэром Рисом Томасом (1449-1525). Он изменил оба восточных и западных ряда. Завоевав полное доверие Генриха VII и Генриха VIII, он, как говорили, «правил этим уголком Уэльса, как король».
Последняя перестройка превратила замок Карей из средневековой крепости в усадьбу эпохи Елизаветы I. Сэр Джон Перрот (1530-1592) построил огромное северное крыло замка с его огромными окнами, выходящими на мельничный пруд. Однако ему не суждено было насладиться своим  новым домом, поскольку он умер в Тауэре Лондона до того, как работы над замком были завершены.

## Замок Карей во времяанглийской революции1639—1660
Во время Гражданской войны замок принадлежал сэру Джорджу Карей, который являлся роялистом, то есть поддерживал короля, но в разное время в ходе гражданской войны он был занят как роялистами, так и парламентариями, и  переходил из рук в руки четыре раза, и по крайней мере, один раз в ходе яростной атаки на замок. Здания на южной стороне, включая кухни, были разрушены, чтобы предотвратить дальнейшее использование этого места в качестве крепости. После гражданской войны замок был занят парламентариями, но в конечном итоге был покинут в 1686 году.

## Современная история замка Карей
В 1983 году Управление Национального Парка передало замок и окружающую территорию в аренду на 99 лет. Была начата обширная программа реставрации с целью сохранения зданий, улучшения их состояния и увеличения интереса к замку у туристов. Программа реставрации была долгосрочной, в ней участвовала команда каменщиков, финансируемая Cadw: Welsh Historic Monuments.
Теперь замок является объектом особого научного интереса (SSSI) из-за его популяции летучих мышей и нескольких местных и региональных редких видов растений.
Крупные ремонтные работы были завершены в замке Карей в 2013 году, включая восстановление крыши, создание нового туристического центра, сувенирного магазина, и удобной парковки.
Новая чайная комната была добавлена в Огороженный сад в 2018 году, а в 2019 году там была проведена дальнейшая реконструкция.
Финансирование реконструкционных работ было предоставлено проектом наследия туризма Cadw. Сам проект Cadw финансировался Европейским фондом регионального развития через правительство Уэльса. Также были вложены средства Национальным парком Пембрукширского побережья.